# Al-Wâsitî

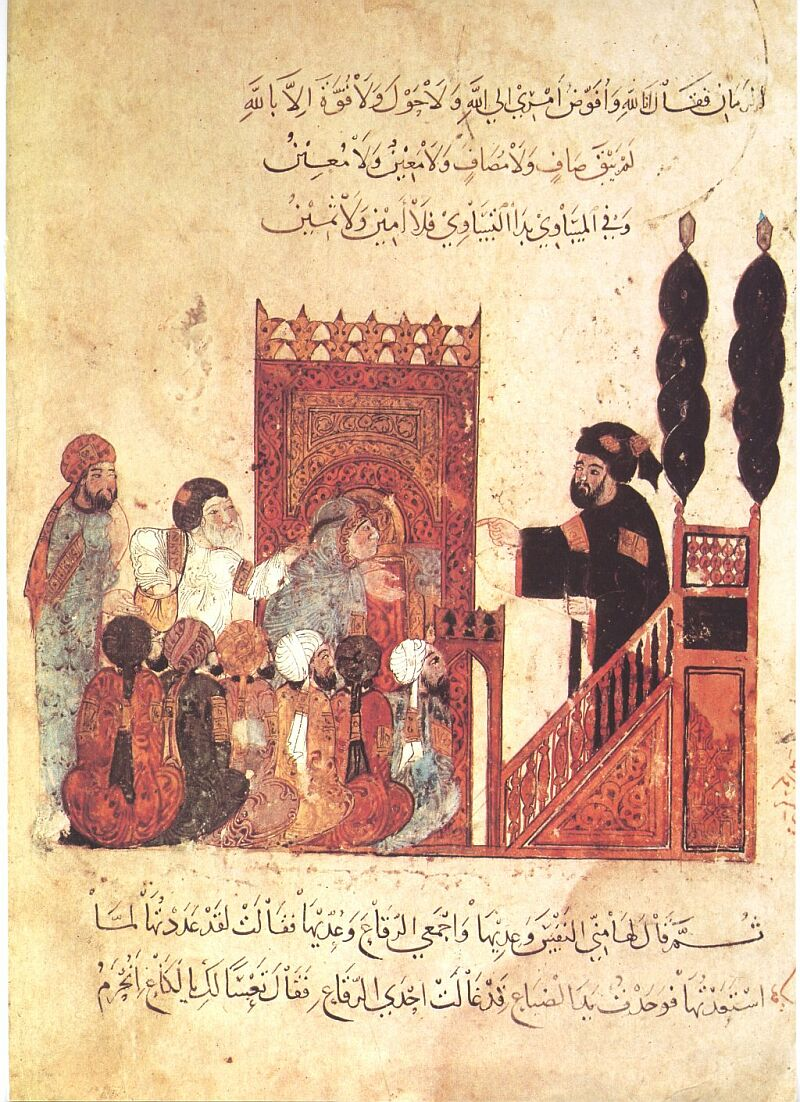

Yahyâ Ibn Mahmûd Ibn Yahyâ Ibn Abî ai-Hassan Ibn Kaw- warîhâ Al Wâsiti  de connu sous le nom de Yahya ibn Mahmud al-Wâsitî' est un peintre et un calligraphe arabe du XIIIe siècle, actif à Bagdad,.  

## Biographie
Al-Wasiti est un artiste connu pour avoir mélangé l'art turc et la peinture chrétienne dans un style probablement jacobite ou bien miaphysite syriaque,. 
Il n'est pas le seul artiste connu possédant ce style mais il fait partie de ceux dont les œuvres ont réussi à parvenir jusqu'à nos jours.
Il a notamment illustré un manuscrit des Maqamat de al-Hariri en 1237 (BNF, arabe 5847). 

« L'art d'al-Wāsiṭī se déploie autant dans la variété des compositions que dans la subtilité des couleurs employées et l'impression de vie intense qui se dégage des scènes peintes. Il excelle  rendre les nuances psychologiques sur les visages et se distingue par la vivacité avec laquelle il peint les animaux, tout particulièrement les chameaux. »